# Kasjan z Tangeru
Kasjan z Tangeru – żyjący w III lub IV wieku święty Kościoła katolickiego.
Szczegóły życia jak i męczeńskiej śmierci Kasjana z Tangeru, mimo iż samą postać otacza niesłabnący od wieków kult, zostały zapomniane i brak pewnych źródeł historycznych dla ich odtworzenia. 
Według anonimowych i niepotwierdzonych badaniami zapisków hagiograficznych był urzędnikiem, którego według przekazów śmierć miała związek z protestem jaki wyraził na wieść o skazaniu Marcelego z Tangeru.
Poniósł śmierć w Tangerze jako jeden z „Żołnierzy Chrystusa” 3 grudnia. Jest wspominany przez Martyrologium Rzymskie jako święty w dzienną rocznicę śmierci.
Aurelius Prudentius Clemens poświęcił mu strofy czwartej części Peristephanon („O wieńcach”).